# Academic Ranking of World Universities
La llista Academic Ranking of World Universities és una classificació d'universitats elaborada per la Universitat de Xangai Jiao Tong des del 2003. Per elaborar el rànquing usa una fórmula matemàtica que té en compte els següents factors:
- Exalumnes i professors guanyadors del Premi Nobel o la Medalla Fields (10-30%)
- Quantitat d'articles citats en 21 categories de coneixement (20%)
- Quantitat d'articles publicats en revistes de prestigi (com Nature o Science) (20-30%)
- Rendiment acadèmic (10%)

La Universitat Harvard encapçala el rànquing, seguida de la Universitat Stanford. El MIT i Cambridge s'han disputat els següents llocs en els darrers anys, en competència amb altres universitats anglosaxones (fins al vintè lloc del 2009 no apareix la Universitat de Tòquio, fora del domini dels Estats Units i, en menor grau, Anglaterra). Al rànquing no hi apareix cap universitat catalana, i la Universitat de Barcelona és la més ben classificada de tot l'àmbit hispà.